# The Ultimate Collection (альбом Ребекки Сент-Джеймс)
The Ultimate Collection — сборник песен американской певицы современной христианской музыки Ребекки Сент-Джеймс, выпущенный 11 марта 2008 года на лейбле ForeFront Records. Этот альбом представляет собой двухдисковую (2-CD) коллекцию из 25 её самых популярных песен.

## Отзывы
| Оценки критиков       | Оценки критиков |
| Источник              | Оценка          |
| --------------------- | --------------- |
| AllMusic              | [ 1 ]           |
| Jesus Freak Hideout   | [ 2 ]           |
| Cross Rhythms         | [ 3 ]           |
| The Phantom Toolbooth | 4/5             |

Альбом получил положительные отзывы от музыкальных критиков.
Джаред Джонсон начинает свою рецензию на AllMusic словами: «Превосходная во всех мыслимых смыслах этого слова, эта двухдисковая коллекция щедра по длине и плодовита по своему воздействию».
Лора Спроулл из Jesus Freak Hideout ставит альбому 3½ звезды из 5 возможных и пишет: «Оба диска демонстрируют этапы развития музыкального таланта и вокальных способностей Ребекки и то, как она повзрослела с начала своего пути в юном подростковом возрасте. Общее качество этого проекта хорошее, но может быть недостаточно хорошим для преданных поклонников, которые уже владеют большинством музыкальных произведений Ребекки. Однако есть несколько редких жемчужин, которые попали в этот микс, включая „Lion“ из саундтрека к Narnia».
Тони Каммингс из Cross Rhythms ставит альбому 8 баллов из 10 возможных и пишет: «Голос Ребекки выделяется качеством на фоне других, он граничит с зрелищностью. Альбом показывает её как изобретательного автора музыки и текстов и предоставляет несколько отличных аранжировок песен других исполнителей».
Майкл Далтон из The Phantom Toolbooth ставит альбому 4 балла из 5 возможных и пишет: «У Ребекки Сент-Джеймс сердце ученика. Это отражается в ориентированных на Бога текстах и современной музыке с изюминкой. Именно это сочетание страсти к Богу и художественной целостности делает её неизменной фавориткой среди поклонников. Этот комплект из двух дисков представляет собой полную коллекцию её лучшего материала».

## Список композиций
Источник:.
| №                   | Название                       | Автор(ы)                                                 | Оригинальный альбом                                                                     | Длительность |
| ------------------- | ------------------------------ | -------------------------------------------------------- | --------------------------------------------------------------------------------------- | ------------ |
| 1.                  | «God Help Me»                  | Rebecca St. James                                        | If I Had One Chance to Tell You Something (2005)                                        | 3:09         |
| 2.                  | «Reborn»                       | Rebecca St. James Matt Bronleewe                         | Transform (2000)                                                                        | 3:57         |
| 3.                  | «God»                          | Rebecca St. James Tedd Tjornhom                          | God (1996)                                                                              | 4:07         |
| 4.                  | «Lion»                         | Rebecca St. James Jamie Moore Cary Barlowe Shaun Shankel | Music Inspired by The Chronicles of Narnia: The Lion, the Witch and the Wardrobe (2005) | 3:45         |
| 5.                  | «Yes, I Believe In God»        | Rebecca St. James Janet Folger                           | non-album single                                                                        | 3:35         |
| 6.                  | «Go And Sin No More»           | Rebecca St. James Tedd Tjornhom Michael Anderson         | God                                                                                     | 4:30         |
| 7.                  | «I Thank You»                  | Rebecca St. James Linda Elias Steve Hindalong Marc Byrd  | Wait for Me: The Best from Rebecca St. James                                            | 3:44         |
| 8.                  | «Better Is One Day»            | Matt Redman                                              | Worship God (2002)                                                                      | 4:21         |
| 9.                  | «Wait For Me»                  | Rebecca St. James                                        | Transform                                                                               | 4:38         |
| 10.                 | «Hark! The Herald Angels Sing» | Traditional                                              | Unexpected Gifts (2006)                                                                 | 4:18         |
| 11.                 | «A Cradle Prayer»              | Rebecca St. James Charles Garrett                        | Christmas (1997)                                                                        | 3:24         |
| 12.                 | «God Of Wonders»               | Steve Hindalong Marc Byrd                                | Worship God                                                                             | 4:11         |
| 13.                 | «Abba Father»                  | Rebecca St. James Tedd Tjornhom Otto Price               | God                                                                                     | 5:19         |
| Общая длительность: | Общая длительность:            | Общая длительность:                                      | Общая длительность:                                                                     | 52:58        |

| №                   | Название                                         | Автор(ы)                                                   | Оригинальный альбом                          | Длительность |
| ------------------- | ------------------------------------------------ | ---------------------------------------------------------- | -------------------------------------------- | ------------ |
| 1.                  | «You Are Loved»                                  | Rebecca St. James                                          | If I Had One Chance to Tell You Something    | 4:36         |
| 2.                  | «Alive»                                          | Rebecca St. James Matt Bronleewe                           | If I Had One Chance to Tell You Something    | 3:18         |
| 3.                  | «Psalm 139»                                      | Rebecca St. James                                          | God                                          | 3:21         |
| 4.                  | «Here I Am»                                      | Rebecca St. James Eric Champion Bill Deaton                | Rebecca St. James (1994)                     | 3:46         |
| 5.                  | «Blessed Be Your Name»                           | Matt Redman Beth Redman                                    | aLIVE in Florida                             | 4:31         |
| 6.                  | «Breathe»                                        | Marie Barnett                                              | Worship God                                  | 3:53         |
| 7.                  | «Mirror»                                         | Rebecca St. James Tedd Tjornhom                            | Pray (1998)                                  | 4:33         |
| 8.                  | «Pray»                                           | Rebecca St. James Tedd Tjornhom Michael Quinlan            | Pray                                         | 4:26         |
| 9.                  | «America»                                        | Rebecca St. James Phil Laeger Tedd Tjornhom                | non-album single                             | 4:10         |
| 10.                 | «Expressions of Your Love» (дуэт с Chris Tomlin) | Rebecca St. James Matt Bronleewe Chris Tomlin Jesse Reeves | Wait for Me: The Best from Rebecca St. James | 4:00         |
| 11.                 | «Song of Love»                                   | Rebecca St. James Matt Bronleewe Jeremy Ash                | Worship God                                  | 4:05         |
| 12.                 | «Here I Am to Worship»                           | Tim Hughes                                                 | Live Worship: Blessed Be Your Name (2004)    | 2:50         |
| Общая длительность: | Общая длительность:                              | Общая длительность:                                        | Общая длительность:                          | 47:29        |